# ITunes Live: London Festival '11
iTunes Live: London Festival '11 è un EP live dei Kasabian pubblicato il 26 luglio 2011 su iTunes. Contiene sei tracce dall'esibizione della band all'iTunes Festival 2009 a Londra.

## Tracce
1. Where Did All the Love Go? – 4:31
2. Empire – 3:57
3. Fast Fuse/Pulp Fiction – 5:50
4. Vlad the Impaler – 4:28
5. L.S.F. – 3:48
6. Fire – 6:23

## Formazione
- Tom Meighan – voce
- Sergio Pizzorno – voce, chitarra solista
- Chris Edwards – basso
- Ian Matthews – batteria
- Jay Mehler – chitarra ritmica
- Ben Kealey – tastiera, sintetizzatore, cori
- Gary Alesbrook – tromba